# The Closer
The Closer is een Amerikaanse politieserie van TNT waarvan in juni 2005 de eerste aflevering werd uitgezonden. De reeks draait om Brenda Johnson (Kyra Sedgwick) die naar Los Angeles komt om een speciale eenheid van de Los Angeles Police Department te leiden, wat in eerste instantie niet tot enthousiasme bij haar nieuwe collega's leidt.
Sedgwick won met haar rol een Golden Globe in 2007, Satellite Awards in 2005 en 2006 en de People's Choice Award in 2009. Tevens werd ze van 2006 tot en met 2009 ieder jaar genomineerd voor een Emmy Award, een prijs die ze tevens in 2010 won en van 2007 tot en met 2009 ieder jaar voor een Saturn Award. De serie zelf werd in 2006, 2007 en 2008 genomineerd voor een Saturn Award.
Op 10 december werd bekend dat hoofdrolspeelster Kyra Sedgwick heeft besloten de serie te verlaten na het 7e seizoen. De schrijvers hebben toen ook besloten de serie compleet stop te zetten. The Closer is een kijkhit gebleken de afgelopen jaren, vooral voor kabelbegrippen, en het is zeldzaam dat schrijvers van een serie zo ver van tevoren weten dat ze naar het einde toe kunnen werken. In 2012 kreeg de serie een vervolg in de vorm van een spin-off genaamd Major crimes. Het personage Captain Sharon Raydor (Mary McDonnell) speelde nu de hoofdrol.

## Rolverdeling
- Kyra Sedgwick - Deputy Chief Brenda Leigh Johnson
- J.K. Simmons - Assistant Police Chief Will Pope
- Corey Reynolds - Detective David Gabriel
- Robert Gossett - Commander Taylor, head of the robbery homicide division
- Anthony Denison - Detective Andy Flynn
- G.W. Bailey - Detective Lt. Provenza
- Raymond Cruz - Detective Julio Sanchez
- Michael Paul Chan - Detective Mike Tao
- Gina Ravera - Detective Irene Daniels
- Jon Tenney - FBI Agent Fritz Howard
- Mary McDonnell - Captain Sharon Raydor

## Internationaal
| Land                | Alternatieve titel         | Zender            | Première        |
| ------------------- | -------------------------- | ----------------- | --------------- |
| Verenigde Staten    |                            | TNT               | 20 juni 2005    |
| Canada              |                            | CH                |                 |
| Australië           |                            | Channel 9         |                 |
| Nieuw-Zeeland       |                            | TV 2              |                 |
| Frankrijk           | L.A. enquêtes prioritaires | France 3          |                 |
| Duitsland           |                            | Vox               | 8 november 2006 |
| Hongkong            |                            | ATV World         | 6 januari 2006  |
| Ierland             |                            | Channel 6         |                 |
| Nederland           |                            | Net5, 13th Street |                 |
| Zweden              |                            | TV3               |                 |
| Verenigd Koninkrijk |                            | More4             |                 |
| Spanje              |                            | Cuatro & Calle 13 | 2 maart 2006    |
| België              |                            | 2BE               | 20 mei 2007     |